# Sonata para piano n.° 2 (Skriabin)

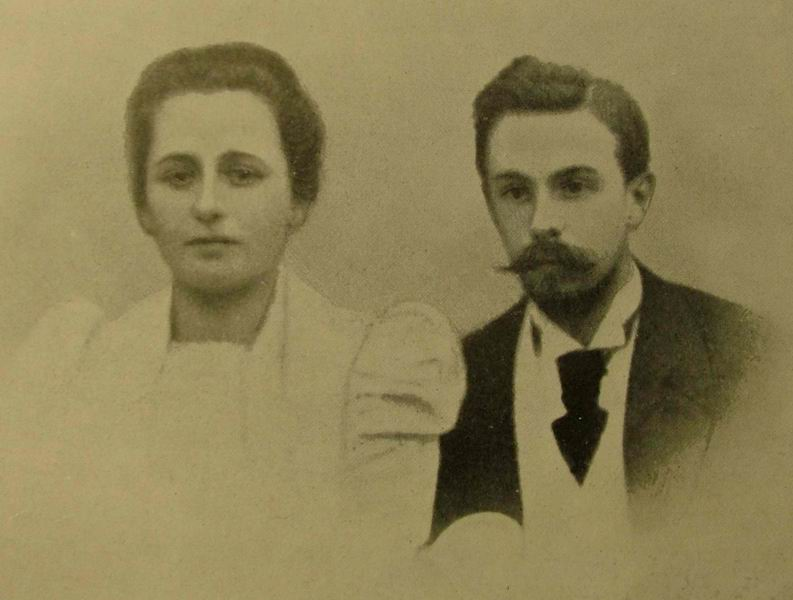
Skriabin Vera & Aleksandr 1898 - En Klin

La Sonata para piano n.º 2 en sol sostenido menor, op.19 del compositor y pianista ruso Aleksander Skriabin (1872-1915) con el título “Sonata-Fantaisie” la completó en 1897 y consta de dos movimientos.

## Origen
La Sonata para piano n.º 2 en sol sostenido menor, Op. 19 probablemente la inició en 1892, pero no la terminó hasta 1897 durante una estancia en Crimea y en París en el otoño del mismo año. La copia en limpio fue estrenada por la pianista Vera Ivanovna Issakowitsch, esposa de Skriabin en el verano de 1897. Desde Viena la envió a Mitrofan Belyayev, mecenas y editor de Skriabin, quien inmediatamente la preparó para su impresión.

## Música
La obra que se titula “Sonata-Fantaisie”, comparte clave y dos movimientos con una sonata juvenil no numerada de Skriabin de 1886 con el mismo título. La estructura de dos movimientos se remonta a las sonatas de dos movimientos de Beethoven (ops. 78, 90, 111). A diferencia de Beethoven, sin embargo, en ambos movimientos de la sonata de Skriabin, la exposición y la recapitulación tienen mayor alcance y peso que el desarrollo.
El precedente de la Sonata "Claro de luna" de Beethoven permitió a Skriabin el lujo de un movimiento lento de apertura de su Segunda Sonata, cuyo programa dice así: "La primera sección representa la tranquilidad de una noche sureña en la orilla del mar; el desarrollo es la oscura agitación del mar profundo. La sección central en Mi mayor muestra la acariciante luz de la luna que surge después de la primera oscuridad de la noche. El segundo movimiento representa la vasta extensión del océano en agitación tormentosa."
El tema principal del primer movimiento (sol sostenido menor) se caracteriza por un motivo breve que termina con tres tripletes de corcheas. El tema paralelo está en si mayor. Las figuraciones colorísticas y ornamentales acercan el movimiento al impresionismo. El segundo movimiento se caracteriza por tresillos continuos, fluidos, ondulados y extremadamente rápidos.
Según la propia declaración de Skriabin, la segunda Sonata está inspirada en impresiones de diferentes atmósferas marinas. El primer movimiento (que fue escrito principalmente en Génova) evoca la calma vespertina y la luz de la luna nocturna en una costa marina, mientras que el segundo refleja un mar tormentoso.
Sabemos bien que Skriabin no escribió notas que se limitaran a un único "hecho musical", al contrario, una densa red de simbolismos estuvo siempre presente en él. Su arte se basó inicialmente en un gusto chopiniano, en el que ciertamente se había inspirado más por razones de pianismo y timbre, pero no en los contenidos, que a menudo se distanciaban de la música misma.

## Estructura
La sonata, que dura unos 12 minutos, tiene dos movimientos:
- I. Andante
- II. Presto

Consta de sólo dos movimientos sin interrupción, a diferencia de la Primera Sonata que tenía cuatro (lo que le da las características de la sonata clásica a excepción del último movimiento lento atípico). 

### Primer movimiento
Skriabin comienza con una especie de "apogiatura" confiada a la mano izquierda que se resuelve en la dominante (Re#), mientras que a la derecha está el acorde de Sol# menor con la tercera menor omitida, dando por un momento la sensación de "vacío".
Sin embargo, todo esto se anula con el uso de la tercera y la "extraña" sexta mayor que inmediatamente catapulta al oyente a la tonalidad de la pieza. Es necesario resaltar el sentido de "pulso" del tema que confía a la mano izquierda el esquivo octavo Sol# que "golpea" con fuerza el Re# aunque sea en el piano; tras un momento de suspensión es la derecha la que responde casi como un eco, provista de octavas en movimiento opuesto con la adición de dos notas.
Este "juego" se repite a partir de La# (segunda inversión de la séptima dominante). Este tipo de escritura no es nueva en Skrjabin, basta con mirar el Etude op. 8, núm. 12 en Re# menor donde la tónica de la octava de la izquierda se repite y posteriormente el La# de la derecha en la octava se resuelve en el La# de la octava inferior. Aquí también encontramos una sensación de "impulso", "propagación", el sonido es casi "catapultado" a una nueva dimensión.

### Segundo movimiento
En el segundo movimiento aparece la fantástica melodía central que esta vez adquiere las características de quien quiere llegar a su fin, que se desvanece y se funde con el ruido de las profundidades del mar, suavemente, desvaneciéndose, delicioso, despertado sólo por los dos acordes finales que irrumpen con decisión como disparos de cañón.

## Enlaces web
- «Skrjabin: 2. Klaviersonate» en el Proyecto Biblioteca Internacional de Partituras Musicales (IMSLP).

- Datos: Q1627188